# Peyrusse-Grande
Peyrusse-Grande is een gemeente in het Franse departement Gers (regio Occitanie) en telt 186 inwoners (2005). De plaats maakt deel uit van het arrondissement Mirande.

## Geografie
De oppervlakte van Peyrusse-Grande bedraagt 26,4 km², de bevolkingsdichtheid is 7,0 inwoners per km².
De onderstaande kaart toont de ligging van Peyrusse-Grande met de belangrijkste infrastructuur en aangrenzende gemeenten.

## Demografie
Onderstaande figuur toont het verloop van het inwonertal (bron: INSEE-tellingen).

1. ↑  Populations de référence 2022.